# Perlucidus
Le perlucidus (latin pour perlucide) est une variété de plusieurs genres de nuages en bancs étendus, en nappes ou en couches qui présentent des interstices clairement définis qui peuvent être très petits. On peut voir le Soleil, la Lune ou le ciel bleu (ou la couche nuageuse située au-dessus) à travers ces interstices. Cette variété s'applique principalement aux stratocumulus ou altocumulus,.

## Description
Les différents genres qui comportent une variété translucidus sont :
- Stratocumulus perlucidus[3] (Sc pe) ;
- Altocumulus perlucidus[4] (Ac pe).